# Nautilocalyx bracteatus
Nautilocalyx bracteatus är en tvåhjärtbladig växtart som först beskrevs av Jules Émile Planchon, och fick sitt nu gällande namn av Thomas Archibald Sprague. Nautilocalyx bracteatus ingår i släktet Nautilocalyx och familjen Gesneriaceae. Inga underarter finns listade i Catalogue of Life.